# ベック (ゲーム会社)
株式会社ベック（英: BEC）は、かつて存在した日本のゲーム会社。株式会社バンダイナムコゲームス（後のバンダイナムコエンターテインメント）の完全子会社であった。
社名は「BANDAI ENTERTAINMENT COMPANY」（バンダイ・エンターテイメント・カンパニー）の頭文字を取ったもので、バンダイレーベルのキャラクターゲームの開発を行っていた。2011年4月1日にバンプレソフトと合併し、「株式会社B.B.スタジオ」となる（新会社の沿革はバンプレソフトを継承）。

## 沿革
- 1990年（平成2年）12月 - 東京都武蔵野市に会社設立。資本金9,600万円。
- 1993年（平成5年）10月 - 資本金を7,000万円増資し、1億6,600万円になる。
- 1994年（平成6年）
  - 1月24日 - 間庭英作によるカードゲーム装置特許「特願平6-23118」が出願される。
  - 4月 - CG・サウンド部門設立。
- 1996年（平成8年）9月 - 業務拡大に伴い、中野区中野中野坂上サンブライトツインビルに移転。
- 1997年（平成9年）4月 - 中野区中野坂上にハーモニータワー分室設立。
- 1999年（平成11年）
  - 3月 - 間庭が社長就任。
  - 当時の親会社であったバンダイがワンダースワンシリーズの展開の為、一時同社はバンダイのセカンドパーティー社になっていた。
- 2000年（平成12年）1月 - 中野坂上より東中野へ移転。
- 2005年（平成17年）4月 - 業務拡大に伴い、東中野より台東区駒形へ移転。
- 2006年（平成18年）6月 - 株式会社ハイパーブレインと提携しポイントサイト事業者向けポイント制懸賞エンターテイメントサイト「Got It !」（ガティット）を開始。
- 2009年（平成21年）
  - 6月29日 - 資本金を1億6,600万円から1,000万円に減資。
  - 9月 - 浅草より青物横丁へ移転。
- 2010年（平成22年）
  - 2月28日 - 決算にて3億5,907万1,000円の赤字計上。
  - 3月 - 灘俊宏が社長就任。
- 2011年（平成23年）4月1日 - 株式会社ベックと株式会社バンプレソフトを事業統合。バンプレソフトを存続会社として新会社・B.B.スタジオを発足、ベックは解散。

## 開発タイトル
特記なきものの発売元はバンダイ（2006年4月以降はバンダイナムコゲームス）。
1990年代後半から2000年代後半までは担当セクションを公開しており、チームホワイトディンゴ（機動戦士ガンダム外伝シリーズなど）、浪川組（『ジオンの系譜』以降のギレンの野望シリーズなど）、チームアカネコ（SDガンダム ガシャポンウォーズなど）、芝村組（芝村裕吏）など、担当セクション毎に特徴あるゲームが開発されていたが、末期には担当セクションの表記が無くなり外注作品が目立った。
1991
- ウルトラマン(GB) - ベックより発売
- ウルトラマン(SFC)

1992
- スーパーガチャポンワールド SDガンダムX(SFC) - ユタカより発売
- 宇宙戦艦ヤマト(GB) - ベックより発売

1993
- アルスラーン戦記(MD) - セガより発売
- 宇宙の騎士テッカマンブレード(SFC) - ベックが発売のみ担当
- ウルトラセブン(SFC)
- ゲゲゲの鬼太郎 復活!天魔大王(SFC)
- スーパービックリマン(SFC) - ベックより発売

1994
- ウルトラマンボール(GB) - ベックより発売
- スレイヤーズ(SFC) - バンプレストより発売
- SDガンダムGX(SFC)
- 機動警察パトレイバー(SFC) - ベックより発売
- サイボーグ009(SFC) - ベックより発売

1995
- キャプテン翼J THE WAY TO WORLD YOUTH(SFC)
- 麻雀飛翔伝 真・哭きの竜(SFC) - ベックより発売
- ドラゴンボールZ 悟空激闘伝(GB)
- From TV animation スラムダンク I Love Basketball(SS)
- 機動戦士ガンダム(PS)
- 新SD戦国伝 大将軍列伝(SFC) - ベックより発売
- ターフメモリーズ(SFC) - ベックより発売

1996
- ダライアス外伝(PS) - ベックが発売のみ担当
- 機動戦士ガンダム外伝1 戦慄のブルー(SS) - チームホワイトディンゴ
- 機動戦士ガンダム外伝2 蒼を受け継ぐ者(SS) - チームホワイトディンゴ
- ドラゴンボールZ 偉大なるドラゴンボール伝説(PS)
- 機動戦士ガンダム Ver2.0(PS)
- ガンダム タクティクス Mobility Fleet 0079(PiPPiN)

1997
- 機動戦士Ζガンダム(PS)
- 天空のエスカフローネ(PS)
- サラブレッドカード CD-ROM(Mac)
- 機動戦士ガンダム外伝3 裁かれし者(SS) - チームホワイトディンゴ
- ゲゲゲの鬼太郎(PS)
- 機動戦士ガンダム 第13独立部隊ホワイトベース(PiPPiN)
- GUNDAM CG VISUAL COLLECTION(Mac) - ベックより発売

1998
- 機動戦士ガンダム 逆襲のシャア(PS)
- カウボーイビバップ(PS)
- ファミレスへようこそ!(PS) - ベックより発売
- むしむしQ(Mac/Windows) - ベックより発売
- 星で発見たまごっち(PS)

1999
- デジモンワールド(PS)
- 機動戦士ガンダム外伝 コロニーの落ちた地で…(DC) - チームホワイトディンゴ
- 新世紀エヴァンゲリオン(NINTENDO 64)
- フィッシングフリークス バスライズ(PS)
- ミリオンクラシック(PS)
- デジモンワールド デジタルカードバトル(PS)
- 宇宙戦艦ヤマト 遥かなる星イスカンダル(PS)

2000
- 機動戦士ガンダム(PS2) - チームホワイトディンゴ
- デジモンワールド デジタルカードアリーナ(PS)
- どこでもハムスター3 おでかけサフラン(WS) - ベックより発売
- 宇宙戦艦ヤマト 英雄の軌跡(PS)
- どこでもハムスター2(ちゅー)(PS) - ベックより発売
- デジモンワールド2(PS)
- 機動戦士ガンダム ギレンの野望 ジオンの系譜(PS) - 浪川組
- 機動戦士ガンダム ギレンの野望 ジオンの系譜 攻略指令書(PS) - 浪川組
- 実名実況競馬ドリームクラシック(PS)
- さらば宇宙戦艦ヤマト 愛の戦士たち(PS)
- デビルマン(PS)
- どこでもハムスター(WS) - ベックより発売

2001
- ジオニックフロント 機動戦士ガンダム0079(PS2)
- どこでもハムスター4 どきどきすごろく大冒険!(PS) - ベックより発売
- ガンダムバトルオンライン(DC)
- 実名実況競馬ドリームクラシック 2001 Spring(PS2)
- 実名実況競馬ドリームクラシック 2001 Autumn(PS2)
- SDガンダム英雄伝 武者伝説(WS)
- SDガンダム英雄伝 騎士伝説(WS)
- SDガンダム英雄伝 大決戦!!騎士VS武者(PS)

2002
- From TV animation ONEPIECE トレジャーバトル!(GC)
- 機動戦士ガンダム戦記 Lost War Chronicles(PS2) - チームホワイトディンゴ
- デジモンワールド3 新たなる冒険の扉(PS2)
- 実名実況競馬ドリームクラシック 2002 Spring(PS2)
- 機動戦士ガンダム ギレンの野望 ジオン独立戦争記(PS2) - 浪川組
- どこでもハムスター びっ!クリック探検隊(PS) - ベックより発売

2003
- 機動戦士ガンダム めぐりあい宇宙(PS2) - チームホワイトディンゴ
- シャーマンキング ソウルファイト(GC)
- NARUTO -ナルト- 木ノ葉忍法帖(WS)
- 機動戦士ガンダム ギレンの野望 ジオン独立戦争記 攻略指令書(PS2) - 浪川組

2004
- 機動戦士ガンダムSEED 終わらない明日へ(PS2)
- 宇宙戦艦ヤマト イスカンダルへの追憶(PS2)
- レジェンズ 甦る試練の島(GBA)
- 機動戦士ガンダム 戦士達の軌跡(GC) - チームアカネコ

2005
- SDガンダム ガシャポンウォーズ(GC) - チームアカネコ
- エウレカセブン TR:1NEWWAVE(PS2)
- ガンダムバトルタクティクス(PSP)
- ガンダムトゥルーオデッセイ 〜失われしGの伝説〜(PS2) - 浪川組
- 宇宙戦艦ヤマト 二重銀河の崩壊(PS2)
- レジェンズ サインオブネクロム(GBA)
- 宇宙戦艦ヤマト 暗黒星団帝国の逆襲(PS2)
- デジモンワールドX(PS2)(Xbox)(GC)

2006
- SDガンダム スカッドハンマーズ(Wii) - チームアカネコ
- 機動戦士ガンダム Target in Sight(PS3) - 浪川組
- ガンダムバトルロワイヤル(PSP)
- デジモンストーリー(DS)
- エウレカセブン NEW VISION(PS2)
- 新世紀エヴァンゲリオン2 造られしセカイ -another cases-(PSP)
- 機動戦士ガンダム クライマックスU.C.(PS2)

2007
- 右脳育成IQブリーダー(DS) - メガハウスより発売
- ゲゲゲの鬼太郎 妖怪大運動会(Wii) - チームアカネコ
- スーパーロボット大戦Scramble Commander the 2nd(PS2) - バンプレストより発売
- ガンダムバトルクロニクル(PSP)
- デルトラクエスト 7つの宝石(DS)
- 機動戦士ガンダム MS戦線0079(Wii) - チームホワイトディンゴ
- デジモンストーリー サンバースト(DS)
- デジモンストーリー ムーンライト(DS)
- ドラゴンボールZ 遥かなる悟空伝説(DS)

2008
- ガンダムバトルユニバース(PSP)
- ゲゲゲの鬼太郎 妖怪大激戦(DS)
- エンブレム オブ ガンダム(DS)
- 機動戦士ガンダム00(DS) - チームホワイトディンゴ
- ぷちえゔぁ(DS) - 芝村組
- 機動戦士ガンダム ギレンの野望 アクシズの脅威(PSP) - 浪川組

2009
- 鋼の錬金術師 FULLMETAL ALCHEMIST 背中を託せし者(PSP)
- 機動戦士ガンダム戦記(PS3) - 浪川組
- ヱヴァンゲリヲン:序(PSP)(PS2) - 芝村組
- 機動戦士ガンダム ギレンの野望 アクシズの脅威V(PSP)(PS2) - 浪川組
- デスティニーリンクス(DS)
- ソウルイーター バトルレゾナンス(PSP)(PS2)

2010
- 踊る大捜査線 THE GAME 潜水艦に潜入せよ!(DS)
- デジモンストーリー ロストエボリューション(DS)
- SDガンダム ガシャポンウォーズ(Wii) - GC版の移植
- ガンダムアサルトサヴァイブ(PSP)

2011
- デジモンストーリー 超クロスウォーズ ブルー(DS)
- デジモンストーリー 超クロスウォーズ レッド(DS)